# 麥特·哈迪
麥特·哈迪（Matt Hardy，1974年9月23日—），本名馬修·"麥特"·摩爾·哈迪（Matthew "Matt" Moore Hardy），是美國職業摔角選手，目前受聘於全精英摔角。他以在世界摔角娛樂時期組成哈迪兄弟的雙打團隊而聞名。
在進入WWF之前，他與弟弟傑夫·哈迪在歐米茄冠軍摔跤（OMEGA）中闖蕩，麥特在那奪得過許多冠軍頭銜，包括了重量級冠軍以及雙打冠軍（與弟弟傑夫組隊），一直到1999年他們被WWF簽下為止。剛加入WWF時，兩兄弟被安排成為陪打角色（為了展現主角強悍而必須在比賽中輸掉的角色），之後WWE安排他們兄弟組成反派隊伍哈迪兄弟（Hardy Boyz），由於大量使用兇器進行激烈的比賽
，以及經常玩命般的表演高危險的飛行動作，使得兩人的名氣迅速提升。之後又拉攏麗塔加入組成Team Xtreme，讓哈迪兄弟慢慢成為一個受歡迎的隊伍，他們總共拿下6次世界雙打冠軍、1次WWE雙打冠軍以及1次WCW雙打冠軍頭銜，在2021與弟弟傑夫·哈迪的摔角組合「Hardy Boyz」獲選WWE歷史上傑出摔角組合第二名。
而在個人表現方面，麥特·哈迪獲得過WWF硬蕊冠軍、WWF歐洲冠軍、WWE中重量級冠軍、WWE美國冠軍以及ECW冠軍各一次。

## 外部連結
- 麥特·哈迪的MySpace主頁
- Slam! Sports bio and story archive[]
- Online World Of Wrestling profile（页面存档备份，存于）
- 麥特·哈迪在互联网电影资料库（IMDb）上的資料（英文）